# 슈퍼로봇대전
《슈퍼로봇대전》(スーパーロボット大戦, SRW:Super Robot Wars(Taisen))는 현재 반다이 남코 게임즈에서 판매하고 있는 가정용 비디오 게임 시리즈물이다. 장르는 시뮬레이션 RPG이지만, 제작사에서는 시뮬레이션 드라마를 표방하여 '시뮬라마'라고 부르기도 하였다. 등장하는 캐릭터의 대부분이 로봇 애니메이션의 등장인물들이다.

## 시리즈
아래는 슈퍼로봇대전 시리즈를 제작사별로 구분해놓은 것으로, 제작사별로 발매 시기를 순서대로 정렬해놓았다. 2009년 8월 기준으로, 판매는 반다이 남코 게임즈에서 하고있다. (기타 게임들(슈퍼로봇대전 핀볼 등)은 별도로 작성하지 않았음)

### 윙키 소프트
- 슈퍼로봇대전 1991년 4월 / GB
- 제2차 슈퍼로봇대전 1991년 12월 / FC
- 제3차 슈퍼로봇대전 1993년 7월 / SFC
- 슈퍼로봇대전 EX 1994년 3월 / SFC
- 제4차 슈퍼로봇대전 1995년 3월 / SFC
- 제2차 슈퍼로봇대전 G 1995년 6월 / GB
- 제4차 슈퍼로봇대전 S 1996년 1월 / PS
- 슈퍼로봇대전 외전: 마장기신 THE LORD OF ELEMENTAL 1996년 3월 / SFC
- 신 슈퍼로봇대전 1996년 12월 / PS
- 신 슈퍼로봇대전 스페셜 디스크 1997년 3월 / PS
- 슈퍼로봇대전 F 1997년 9월 / SS, PS
- 슈퍼로봇대전 F 완결편 1998년 4월 / SS, PS
- 슈퍼로봇대전 컴플리트박스 1999년 6월 / PS
- 슈퍼로봇대전 전시대백과 1998년 10월 / PS
- 슈퍼로봇대전 OG 사가: 마장기신 THE LORD OF ELEMENTAL 2010년 5월 / NDS ※반다이 남코 게임즈 발매
- 슈퍼로봇대전 OG 사가: 마장기신 THE LORD OF ELEMENTAL 2012년 1월 / PSP ※반다이 남코 게임즈 발매
- 슈퍼로봇대전 OG 사가: 마장기신 2 REVELATION OF EVIL GOD 2012년 1월 / PSP ※반다이 남코 게임즈 발매

### 마네기
- 슈퍼로봇대전 링크배틀러 1999년 10월 / GBC ※반프레스토 발매
- 슈퍼로봇대전 64 1999년 10월 / N64 ※반프레스토 발매

### 반프레스토
- 슈퍼로봇대전 COMPACT 1999년 4월 / WS
- 슈퍼로봇대전 COMPACT 2 (1부) 2000년 3월 / WS
- 슈퍼로봇대전 α 2000년 5월 / PS
- 슈퍼로봇대전 COMPACT 2 (2부) 2000년 9월 / WS
- 슈퍼로봇대전 COMPACT 2 (3부) 2001년 1월 / WS
- 슈퍼로봇대전 α 외전 2001년 3월 / PS
- 슈퍼로봇대전 α for DC 2001년 8월 / DC
- 슈퍼로봇대전 A 2001년 9월 / GBA
- 슈퍼로봇대전 COMPACT for WonderSwan Color 2001년 12월 / WSC
- 슈퍼로봇대전 IMPACT 2002년 3월 / PS2
- 슈퍼로봇대전 R 2002년 8월 / GBA
- 슈퍼로봇대전 OG 2002년 11월 / GBA
- 제2차 슈퍼로봇대전 α 2003년 3월 / PS2
- 슈퍼로봇대전 COMPACT 3 2003년 7월 / WSC
- 슈퍼로봇대전 D 2003년 8월 / GBA
- 슈퍼로봇대전 Scramble Commander 2003년 11월 / PS2
- 슈퍼로봇대전 MX 2004년 5월 / PS2
- 슈퍼로봇대전 GC 2004년 12월 / GC
- 슈퍼로봇대전 OG2 2005년 2월 / GBA
- 제3차 슈퍼로봇대전 α 2005년 7월 / PS2
- 슈퍼로봇대전 J 2005년 9월 / GBA
- 슈퍼로봇대전 MX 포터블 2005년 12월 / PSP
- 슈퍼로봇대전 XO 2006년 11월 / XBOX360
- 슈퍼로봇대전 W 2007년 3월 / NDS
- 슈퍼로봇대전 OG 외전 2007년 12월 / PS2
- 무한의 프론티어 슈퍼로봇대전 OG 사가 2008년 5월 / NDS
- 슈퍼로봇대전 A 포터블 2008년 6월 / PSP
- 슈퍼로봇대전 Z 2008년 9월 / PS2
- 슈퍼로봇대전 Z 스페셜 디스크 2009년 3월 / PS2
- 슈퍼로봇대전 K 2009년 3월 / NDS
- 슈퍼로봇학원 2009년 8월 / NDS
- 슈퍼로봇대전 NEO 2009년 10월 / Wii
- 무한의 프론티어 EXCEED 슈퍼로봇대전 OG 사가 2010년 2월 / NDS
- 슈퍼로봇대전 L 2010년 11월 / NDS
- 제2차 슈퍼로봇대전 Z 파계편 2011년 4월 / PSP
- 제2차 슈퍼로봇대전 Z 재세편 2012년 4월 / PSP
- 제2차 슈퍼로봇대전 OG 2012년 11월 / PS3
- 슈퍼로봇대전 UX 2013년 3월 / 3DS
- 제3차 슈퍼로봇대전 Z 시옥편 2014년 4월 / PS3, PS VITA
- 슈퍼로봇대전 BX 2015년 8월 / 3DS

## 같이 보기
- 윙키 소프트
- 반다이
- 반다이 남코 게임즈
- 선라이즈
- 선라이즈 영웅담
- 브레이브사가
- 로봇